# Lumbrinerides laubieri
Lumbrinerides laubieri är en ringmaskart som beskrevs av Michiya Miura 1980. Lumbrinerides laubieri ingår i släktet Lumbrinerides och familjen Lumbrineridae. Inga underarter finns listade i Catalogue of Life.